# Slag bij Oriskany

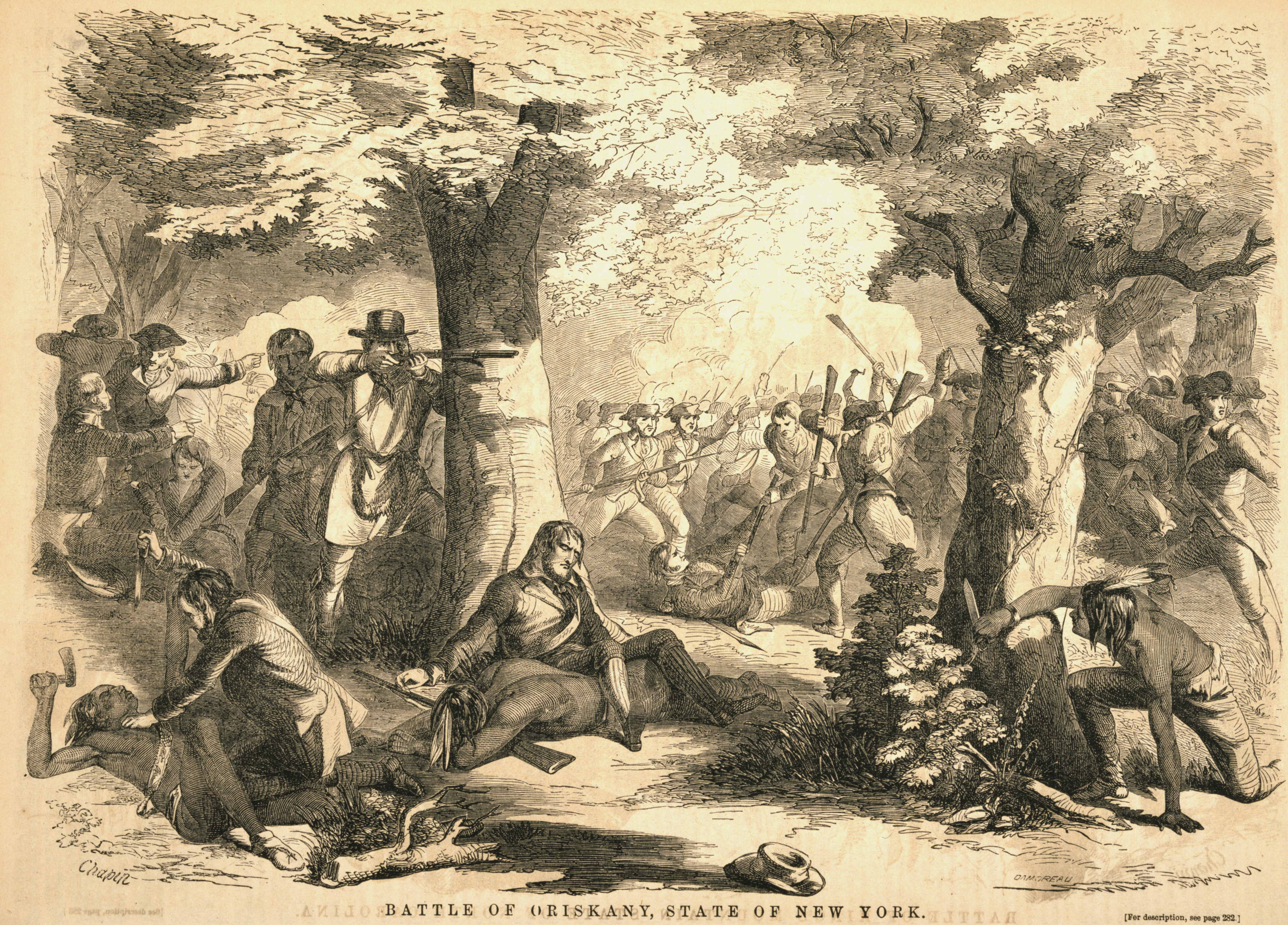
19e-eeuwse afbeelding van John Reuben Chapin

De Slag bij Oriskany was een treffen dat op 6 augustus 1777 plaatsvond tijdens de Slag bij Saratoga, beter gezegd de Saratogacampagne, tijdens de Amerikaanse Onafhankelijkheidsoorlog bij de Oriskany-kreek in de staat New York. Een Amerikaanse militie-eenheid onder generaal Nicholas Herkimer werd in een hinderlaag gelokt en door pro-Britse loyalisten onder Barry St. Leger uit elkaar geslagen. Aan Britse zijde nam een contingent Indianen onder Joseph Brant en John Butler deel aan de aanval.
De Amerikanen wilden met hun operatie het door de Britten belegerde Fort Stanwix ontzetten, maar werden teruggeslagen. Herkimer werd levensgevaarlijk gewond maar zette nog een tegenaanval op. Dankzij een zwaar onweer konden de overblijvende Amerikanen vluchten, maar de helft van de manschappen was dood, gewond of gevangen.
Door het gevecht konden de belegerden evenwel de voorraden van de belegeraars zware schade toebrengen en dat leidde ertoe dat de slag bij Saratoga voor de Britten op een nederlaag uitliep.